# Akrofobie

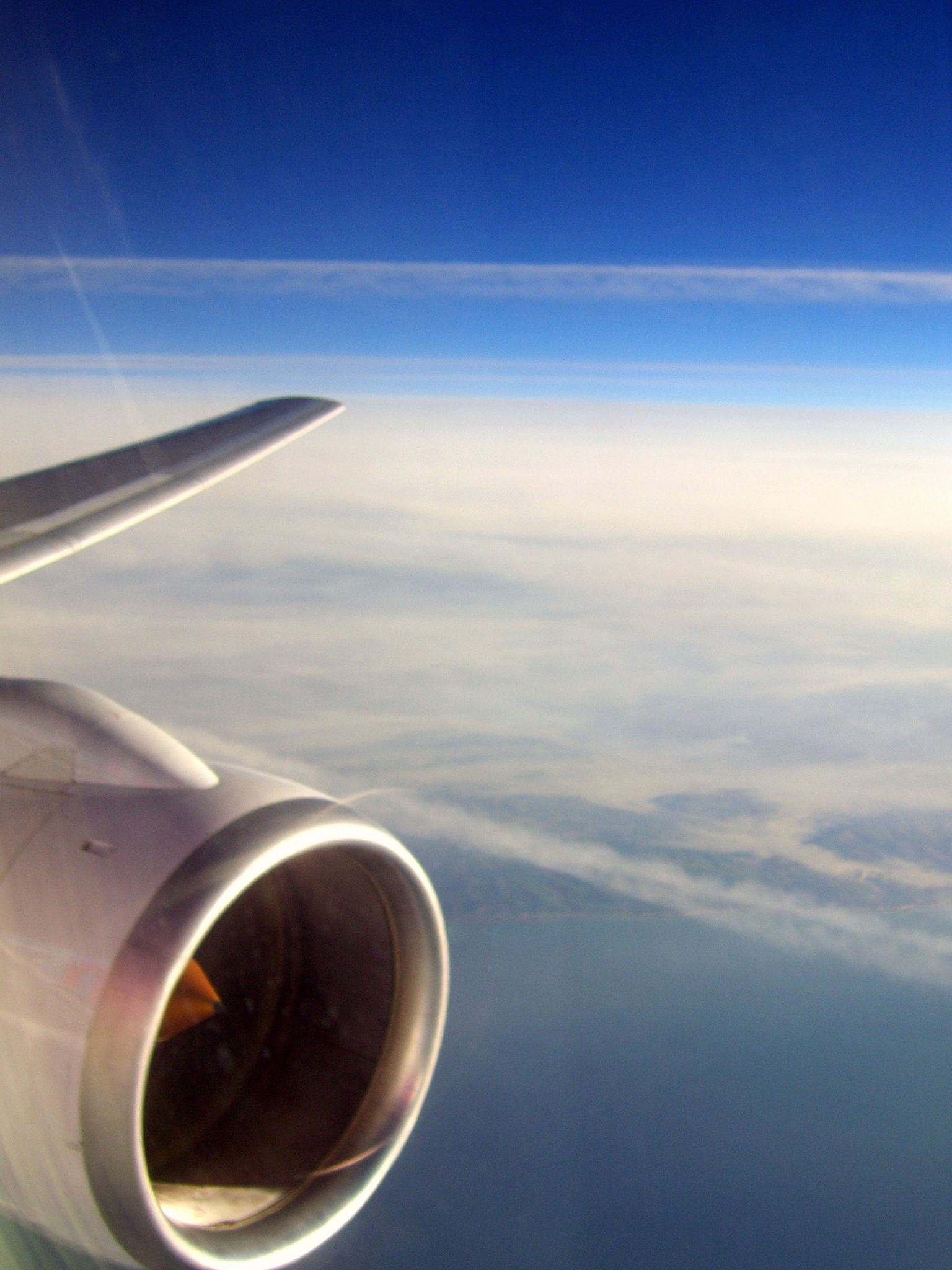
Let letadlem je vážný problém pro lidi trpící akrofobií

Akrofobie je odborné označení pro extrémní nebo neopodstatněný strach z výšek či hloubek. Chorobný strach z výšky - hypsofobie, z hloubky - kremnofobie. Člověk trpící touto fobií může být v extrémních případech nebezpečný sobě i svému okolí. Pokud se dostane do vyšších míst, může začít být panický a ohrozit tak okolní osoby včetně sebe pádem dolů.
Někdy se pro léčbu využívá postupné navykání na vyšší místa. V jiných případech se zkoušelo využívat virtuální realitu.